# Ipanahalli, Krishnarajpet
Ipanahalli là một làng thuộc tehsil Krishnarajpet, huyện Mandya, bang Karnataka, Ấn Độ.